# Martin Friedrich Arendt
Martin Friedrich Arendt (* 22. Februar 1773 in Altona; † April 1823 in der Nähe von Venedig (Italien)) war ein deutscher Botaniker und Altertumsforscher.

## Leben
Martin Friedrich Arendt wurde als Sohn des Tabakfabrikanten und -händlers Julius Christoph Arendt (getauft am 15. April 1738 in Altona; gestorben am 15. Februar 1790 ebenda) und dessen Ehefrau Sophia Louisa Elisabeth, geborene Lüdeke, geboren. Sein Bruder Hans Heinrich Wilhelm Arendt (* 12. Oktober 1777 in Altona; † um 1840 in Hamburg) war ein deutscher Autor und Verleger von Schul- und Jugendbüchern.
Martin Friedrich Arendt besuchte das Christianeum in Altona und studierte anschließend Medizin und Naturwissenschaften u. a. in Kopenhagen und Göttingen. 1794 unternahm er seine erste wissenschaftliche Reise, die er, wie alle späteren Reisen ebenfalls, zu Fuß unternahm. Die erste Reise führte von Deutschland über Frankreich und die Schweiz  nach Italien. Spätere Reisen führten ihn dann nach Norwegen, England, Ungarn und Spanien. Zum Studium der skandinavischen Sprache und dortiger Altertümer besuchte er auch die Insel Island und verbrachte dort einige Zeit. Oft war er der erste Gelehrte, der in abgelegene Regionen reiste und dort forschte.
Bei seinen Forschungsreisen und Wanderungen legte er keinen Wert auf Bequemlichkeit oder Komfort. Bekleidet war er mit einem weiten Mantel mit großen Taschen, in denen er seine Zeichnungen und Schrift-Aufzeichnungen verwahrte, sowie Bleistifte, Lineal und Zirkel; meistens übernachtete er im Freien und lebte von dem, was er von anderen bekam. Aufgrund seines grobschlächtigen Verhaltens galt er als Sonderling und wurde von Heinrich Zeise als „gelehrtes Ungeheuer“ bezeichnet.
1797 war er kurzzeitig beim Botanischen Garten in Kopenhagen angestellt, widmete sich dann jedoch wieder der Erforschung von Altertümern. Auf seinen Reisen und Wanderungen fertigte er genaue Zeichnungen und Beschreibungen von Runensteinen, Steinsetzungen, Kirchen, Grabsteinen und anderen ihn interessierenden Altertümern an. Diese Zeichnungen wurden nach seinem Tod an das dänische Nationalmuseum in Kopenhagen abgegeben.
Martin Friedrich Arendt war ein bedeutender Runologe seiner Zeit, der alle von ihm aufgespürten Runendenkmäler sehr genau beschrieb. Er beschäftigte sich dabei eingehend mit den Urformen der Buchstaben.
Martin Friedrich Arendt war mit Johann Wolfgang von Goethe bekannt und wurde von diesem als „wandernder Antiquar“ bezeichnet. In der Fachwelt waren sein wissenschaftlicher Eifer, seine Gelehrsamkeit und die Bereitschaft, sein Wissen an andere weiter zu geben, anerkannt.
1823 wurde Martin Friedrich Arendt wegen des Verdachtes „demagogischer Verbindungen“ in Neapel in Italien festgenommen und saß kurze Zeit als Staatsgefangener im Gefängnis. Während dieser Inhaftierung wurde er von einer schweren Krankheit befallen, die vermutlich später zu seinem Tod führte. Auf der Rückreise nach Deutschland verstarb er in der Nähe von Venedig und wurde dort in einem Straßengraben aufgefunden.
Martin Friedrich Arendt war unverheiratet.

## Werke (Auszüge)
- Großherzoglich-Strelitzisches Georgium Nord-Slavischer Gottheiten und ihres Dienstes; Herausgeber: Minden : gedruckt bei R. E. Bösendahl, 1820.
- Scandinaviska paleografien, eller: Gamla nordiska skriften, till skapnad, bruk och utspridande. (Linköping, 1818; Petre och Abrahamsson. Fås endast af författaren.).
- Scandinaviska paleografien, eller, Gamla nordiska skriften till skapnad, bruk och utspridande.
- Das Neueste über die Runen : Äusserungen der Herrn A. und B.; Kopenhagen : Gedruckt bey Andreas Seidelin, 1821.
- "Notices des Voyages et des travaux pour l'Antique, la Philologie, et la terature Scandinave, entrepris en Norvege et en Suede depuis 1797 jusqu' á 1806". In: Millin's Magazin. 1803
- "Ulfilani Codicis sculptura lignea idendi specimen Benzelianum. Lincopiae excusum cura M. F. Arendt". 1805.
- "Wendische Wörter in Benennungen Holsteinischer Oerter und Flüsse". 1813. (Aufsatz)
- "Cismarsche Alterthümer". 1816. (Aufsatz)
- "Merkwürdigkeiten des Alterthums zu Nüchel". 1821. (Aufsatz)